# Steinbotnen
Der Steinbotnen (norwegisch für Steinkessel) ist ein Bergkessel im ostantarktischen Königin-Maud-Land. Im Otto-von-Gruber-Gebirge des Wohlthatmassivs liegt er in der Westwand des Steinmulen.
Entdeckt und anhand von Luftaufnahmen kartiert wurde er bei der Deutschen Antarktischen Expedition (1938–1939) unter der Leitung Alfred Ritschers. Norwegische Kartographen, die ihn auch benannten, kartierten ihn dagegen anhand von Vermessungen und Luftaufnahmen der Dritten Norwegischen Antarktisexpedition (1956–1960).